# Cmentarz unicki w Peresołowicach
Cmentarz unicki w Peresołowicach – nekropolia w Peresołowicach, utworzona na potrzeby miejscowej ludności unickiej na przełomie XVIII i XIX w., użytkowana do połowy XIX w.

## Historia i opis
Cmentarz powstał w 1770 r. na potrzeby parafii unickiej, w sąsiedztwie cerkwi. Cmentarz był użytkowany przez miejscową ludność unicką do połowy XIX wieku, kiedy nowe miejsce pochówku dla członków peresołowickiej parafii wyznaczono na terenie Dobromierzyc. Najstarszy zachowany nagrobek pochodzi z 1827 r. Po wytyczeniu nowego cmentarza, cmentarz w Peresołowicach przestał być użytkowany.
Na początku lat 90. XX wieku na terenie nekropolii zachowały się tylko 3 kamienne nagrobki: postument dekorowany płytą z gzymsem i trójkątnymi tympanonami; postument w typie cippusa przykryty płytą z wielostopniowym gzymsem uskokowym i akroterionami oraz cokół ze żłobieniami z wnęką po tablicy inskrypcyjnej. Inskrypcje na nagrobkach wykonane zostały w języku polskim. Na cmentarzu rosną 3 lipy, grusza i topola.